# Контроль сознания

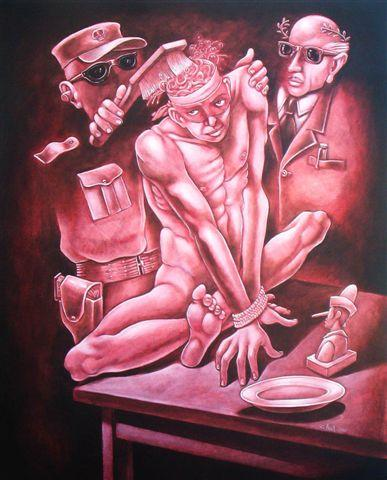
Сатирическое описание «промывания мозгов»

Управле́ние созна́нием (англ. mind control), промыва́ние мозго́в (англ. brainwashing, из китайского xǐ năo 洗脑), наси́льственное убежде́ние (англ. coercive persuasion), идеологи́ческая обрабо́тка — применение манипулятивных методов при попытке изменить мышление, поведение, верования, эмоции или процесс принятия решений человека, помимо его воли и желания.

## Происхождение термина
Термин «промывание мозгов» возник в 1950-е годы. Это понятие тесно связано с развитием и распространением государственной пропаганды. Однако определённого термина не было до того момента, как эти более ранние методики не были упорядочены в Китайской Народной Республике (КНР) для их использования в борьбе против внутренних классовых врагов и иностранных захватчиков. До этого времени все описания сводились лишь к конкретным определённым методикам. Одним из классических примеров этого симбиоза может служить произведение Джорджа Оруэлла «1984».

### В Китае
Китайский термин си нао (洗脑, буквально «промыть мозги») сначала применялся к тем методикам принудительного убеждения, которые использовались для искоренения так называемого «феодального» склада мышления китайских граждан, воспитанных ещё в дореволюционную эпоху. На Западе подобный термин поначалу использовался в США в 1950-х годах в период Корейской войны при описании тех методов, при помощи которых китайские коммунисты добивались глубоких поведенческих изменений у иностранных заключённых, чтобы подавить волю пленников к сопротивлению.
Хотя промывание мозгов у заключённых войск ООН в период Корейской войны и принесло китайской стороне некоторую пропагандистскую выгоду, основной выгодой была возможность значительно увеличить контроль над максимальным количеством заключённых при сравнительно небольшом количестве охраняющих, что позволяло высвободить других китайских солдат для проведения боевых действий.
Впоследствии после Корейской войны термин «промывание мозгов» в силу ряда причин наполнился совершенно другим содержанием и стал применяться в отношении всевозможных методик принудительного убеждения, в том числе в отношении использования политической пропаганды и идеологической обработки.

## Политическое промывание мозгов

### Период Корейской войны
Коммунистическая партия Китая (КПК) использовала фразу «xǐ nǎo» («очистить мозг»: xǐ — чистить, мыть, nǎo — мозги), чтобы описать методы убеждения, обеспечивавшие приведение в ортодоксальность тех членов партии, которые не вполне соответствовали наставлениям партии. Эта фраза была игрой слов с «xǐ xīn» (кит. 洗心, «вымойте сердце»), предупреждением, висящим на многих даосских храмах и призывающим последователей чистить их сердца от нечистых желаний перед входом внутрь.
В сентябре 1950 года в газете Miami Daily News вышла статья Эдварда Хантера (1902—1978) под названием «Тактика промывания мозгов принуждает китайцев вступать в ряды Коммунистической партии». В ней впервые в истории приводится на английском языке термин «промывание мозгов», который очень скоро стал газетным штампом времён холодной войны. Э. Хантер, работая журналистом, являлся сотрудником отдела пропаганды ЦРУ. В 1953 году Аллен Даллес, директор ЦРУ в тот период времени, объяснял, что «мозг [под коммунистическим влиянием] становится фонографом, проигрывающим диск, надетый на его шпиндель посторонним человеком, над которым нет никакого контроля».
В своей книге 1956 года «Промывание мозгов: история мужчин, бросивших этому вызов» Э. Хантер описал методику промывания мозгов как «нанесение ущерба разуму путём применения различных средств, гипноза и так далее для того, чтобы стереть память о происходившем и заменить её новой памятью о том, чего никогда не было в действительности». Согласно Хантеру, процесс является настолько разрушительным для физического и умственного здоровья, что многие из его интервьюируемых полностью не оправились через несколько лет свободы после китайского плена.
Позднее два исследователя корейских военных предательств, Роберт Лифтон и Эдгар Шейн, заключили, что промывание мозгов имело переменный эффект при использовании на военнопленных. Лифтон и Шейн обнаружили, что китайцы не занимались никаким систематическим перевоспитанием заключённых, но использовали свои методы принудительного убеждения для того, чтобы разрушить способность заключённых организованно поддерживать моральный дух и пытаться сбежать. Однако китайцы действительно сумели добиться того, чтобы некоторые из заключённых делали антиамериканские заявления, помещая заключённых в жестокие условия физического ограничения и социального отчуждения и затем предлагая им более комфортные условия, наподобие лучших спальных комнат, лучшего питания, более тёплой одежды или одеял. Но как бы то ни было, специалисты отметили, что даже такие меры принуждения оказались весьма неэффективными для изменения основ мировоззрения у большинства людей. По сути дела, заключённые фактически не принимали коммунистической идеологии. Скорее всего, многие из них старались вести себя так, чтобы избежать вероятной угрозы физического насилия. Вероятно также, что те немногие заключённые, которые оказались под влиянием коммунистической идеологической обработки, уступили в результате сочетания фактора принудительного убеждения, а также личных характеристик, которые уже имелись перед заключением. Два исследователя, работающих независимо, Лифтон и Шейн, проанализировали принудительное убеждение на примерах обработки «корейских» военнопленных. Они определили принудительное убеждение как смесь социального, психологического и физического подавления, направленного на то, чтобы вызвать изменения в веровании, мировоззрении и поведении индивидуума. Они оба заключили, что принудительное убеждение может преуспеть при наличии физического элемента заключения, «заставляя индивидуума быть в ситуации, когда для того, чтобы выжить в физическом и в психологическом плане, он должен выдержать насильственные попытки принуждения». Они также заключили, что такое принудительное убеждение преуспело только на меньшинстве военнопленных и что конечный результат такого принуждения оставался очень непостоянным, поскольку большинство индивидуумов вернулось к их предыдущему состоянию вскоре после того, как они оставили принудительную окружающую обстановку.

### Использование принудительных методов убеждения в Китае
После перемирия, прервавшего боевые действия в Корее, большой группе офицеров разведки, психиатров и психологов было поручено опросить возвращённых из плена солдат ООН. Правительство США хотело понять беспрецедентный уровень измен военной присяге среди заключённых и других признаков того, что китайцы делали что-то необычное в отношении военнопленных. Формальное изучение в академических журналах стало появляться в середине 1950-х годов, так же как и некоторые сообщения прежних заключённых от первого лица. Шейн написал книгу «Принудительное убеждение», Лифтон написал книгу «Контроль мысли и психология тотализма». Следующие выводы базируются в значительной степени на их исследованиях.

### Теория массового промывания мозгов
В тех обществах, где правительство поддерживает усиленный контроль средств массовой информации и системы образования и использует этот контроль для проведения пропаганды в широких масштабах, мощным результатом может стать промывание мозгов большим частям населения (см. Манипуляция массовым сознанием). Это особенно эффективно при апеллировании к националистическим или религиозным чувствам, в условиях низкой образованности населения и ограниченного доступа к независимым и иностранным СМИ.

## Современное употребление терминов
Некоторые исследователи используют термин «промывание мозгов» или «управление сознанием» для того, чтобы найти какое-то вразумительное объяснение тому озадачивающему успеху новых религиозных движений (НРД), с которым они в прошлом обращали в свою религию новых сторонников. В настоящее время вопрос о наличии каких-либо методов промывания мозгов и небывало высоких темпах распространения НРД в обществе является спорным.
Собственно, сам термин «промывание мозгов», как и «зомбирование», не получил широкого распространения в психологии и других науках из-за своей неопределённости и негативной окраски, исторически связанной с политической пропагандой, не говоря уже об ассоциации с панической истерикой по поводу людей, одураченных иностранными идеологиями.
Иногда термин «промывание мозгов» преподносится как некое сочетание непринудительных манипуляций, направленных на то, чтобы осуществить изменение убеждений и мировоззрения при помощи пропаганды, давления и ограничения доступа к независимым источникам информации. В таком контексте многие из этих методов часто используются в обыденной жизни, порой даже неосознанно, в сфере рекламы, политики, образования, в общественных и семейных взаимоотношениях, в связи с чем применение термина «промывание мозгов» совершенно неоправданно.

## Противоречия, касающиеся новых религиозных движений
Главные споры по поводу практики промывания мозгов существуют в области изучения новых религиозных движений (НРД). Это одна из наиболее поляризованных проблем, разделяющих два лагеря — сочувствующих НРД и их критиков. Нет никакой общей точки зрения о том, возможны ли вообще общественные действия, принудительно влияющие на людей, и существуют ли социальные результаты того, что на людей влияют против их желания.
В 1960-х годах, когда на Западе возникло множество различных НРД, называемых зачастую культами или сектами, некоторые молодые люди внезапно меняли свои веру и поведение, которые стали заметно отличаться от их предыдущего образа жизни и воспитания. Иногда игнорировалась или даже нарушалась прежняя связь со своими семьями. Часто такие изменения казались их родственникам очень странными и нарушающими прежний семейный уклад. Чтобы объяснить эти явления, возникла теория принудительного убеждения, провозглашавшая, что в НРД этим молодым людям сделали «промывание мозгов» (англ. brainwashing), изолируя их от их родственников и друзей (например, приглашая их после учебного лагеря по окончании университета), устраивая программу лишения сна (встречи с наставником в 3 часа ночи) и устанавливая практику громких и повторяющихся пений.
Проблема стала ещё более запутанной из-за того, что существовало несколько различных определений термина «промывание мозгов», некоторые из которых практически лжекарикатурны, и из-за введения в 1990-х годах схожего понятия «управление сознанием», которое использовалось попеременно то как синоним «промывания мозгов», то как резко отличающееся понятие. Кроме того, некоторые авторы использовали термин «промывание мозгов» в отношении метода привлечения членов новыми религиозными движениями (Баркер), в то время как другие авторы — в отношении метода удержания существующих членов (Кент, Заблоки).
Другим фактором конфликта были неоднократные обсуждения заявлений о промывании мозгов в судебных процессах. Например, в 1981 году в Великобритании Церковь объединения проиграла громкий судебный процесс по обвинению газеты Daily Mail в клевете. Газета опубликовала итоги расследования, где утверждала, что Церковь объединения пагубно влияет на семьи и применяет к своим членам методы «промывки мозгов».
В 1984 году британский социолог Эйлин Баркер в книге «Создание Муна: выбор или промывание мозгов», основанной на исследовании британских членов Церкви объединения, сообщила, что не нашла никаких экстраординарных методов убеждения, используемых «культами» для привлечения или сохранения своих членов.
Некоторые специалисты по культам, мнение которых разделяют некоторые российские психологи и психиатры, говорят об использовании контроля сознания (мышления) как об определяющем признаке деструктивности культа. В то же время среди некоторых западных специалистов встречается мнение, что концепция принудительного контроля сознания не имеет научной основы, ряд исследователей характеризует её как псевдонаучную.

### Американская психологическая ассоциация и теория «промывания мозгов»
В начале 1980-х годов некоторые американские профессионалы сферы психического здоровья потеряли репутацию из-за своей причастности к судебным делам против НРД в качестве экспертов. В своих свидетельствах они заявили, что теории «промывания мозгов», «контроля сознания» или «принудительного убеждения», практикуемые культами, были общепринятыми концепциями в рамках научного сообщества. В 1983 году Американская психологическая ассоциация (АПА) пригласила психолога Маргарет Сингер, одну из ведущих сторонниц теорий принудительного убеждения, возглавить специальную Комиссию по обманным и косвенным методам убеждения и управления (DIMPAC) для исследования, играет ли «промывание мозгов» или «принудительное убеждение» действительную роль в привлечении такими движениями новых приверженцев. Прежде чем специальная комиссия предложила заключительный доклад, 10 февраля 1987 года АПА представила в проходившем процессе своё экспертное резюме. Резюме гласило:

методология докторов Сингер и Бенсон была отвергнута научным сообществом, выдвинутые Сингер гипотезы были немногим больше, чем просто некомпетентной спекуляцией, основанной на искажённых данных; теория принудительного убеждения — это ничего не значащая научная концепция.

Резюме характеризовало теорию промывания мозгов как не доказанную с научной точки зрения. В нём также предлагалась гипотеза, что методы привлечения новых членов в культах могли оказаться принудительными для некоторых подгрупп, в то время как в отношении других подгрупп принуждение могло не использоваться. Затем 24 марта 1987 года АПА подала запрос, чтобы отозвать свою подпись с этого резюме, посчитав заключение преждевременным, из-за продолжающейся работы специальной комиссии DIMPAC. Однако экспертное резюме было сохранено, так как лишь АПА отозвала свою подпись из всех подписавшихся. Среди подписавшихся оставались учёные Джефри Хэдден, Айлин Баркер, Дэвид Бромли и Джон Гордон Мелтон.
Когда отчёт DIMPAC наконец появился, Совет АПА по социальной и этической ответственности за психологию (BSERP) 11 мая 1987 года отклонил его по причине «отсутствия научной строгости и беспристрастного критического подхода, необходимых для санкции АПА». Совет посчитал, «что в наличии не имеется достаточно информации, чтобы определиться с позицией по данному вопросу». Впоследствии Сингер признала, что отклонение отчёта со стороны АПА было отрицанием научной обоснованности теории «принудительного убеждения».

### Другие мнения
Социологи, которые изучают новые религиозные движения, например Джеффри Хэдден, согласны с общим суждением о том, что религиозные группы могут иметь значительное влияние на их членов и что данное влияние могло появиться также при помощи идеологической обработки. В то же время многие социологи отмечают, что аналогичное влияние происходит схожим образом во всех человеческих культурах, и некоторые утверждают, что оказываемое НРД влияние на своих членов практически ничем не отличается от влияния в фактически каждой области человеческого поведения.
«Всемирная ассоциация педагогов религиозного образования» («AWARE») заявляет, что «без идеологического прикрытия теории промывания мозгов, придающего ей легитимность, депрограммирование — практика похищения членов НРД и разрушения их религиозной веры — не могло бы получить никакого юридического или нравственного оправдания».
«Американский Союз Гражданских Свобод» (ACLU) (American Civil Liberties Union) выпустил заявление в 1977 году, связанное с «промыванием мозгов» и «управлением сознанием». В этом заявлении ACLU выступило против методов, «лишающих людей свободного осуществления религии». ACLU также отклонило идею о том, что заявление об использовании «промывания мозгов» или «контроля над разумом» само по себе может преодолеть право свободы вероисповедания.
Джеймс Ричардсон утверждает, что если бы НРД действительно располагали какими-либо методами промывания мозгов, то они показали бы большие темпы роста. Однако фактически НРД не имели значительного успеха в привлечении новых членов, большинство адептов участвовали недолгое время, а успех в удержании членов был ограниченным. По этим и другим причинам такие социологи религии, как Дэвид Бромли и Энсон Шуп, считают представления о промывании «сектами» мозгов американской молодёжи «невероятными». Ряд учёных, занимающихся исследованием НРД (Томас Роббинс, Массимо Интровинье, Лорн Даусон, Д. Гордон Мелтон, Марк Галантер и Сол Левин), полагают (и их точку зрения разделяют американские суды, профессиональные ассоциации и научные сообщества), что не существует общепризнанной научной теории, основанной на авторитетных методологических исследованиях, которая поддерживала бы теорию промывания мозгов, постулируемую антикультовым движением.

## Переносное значение

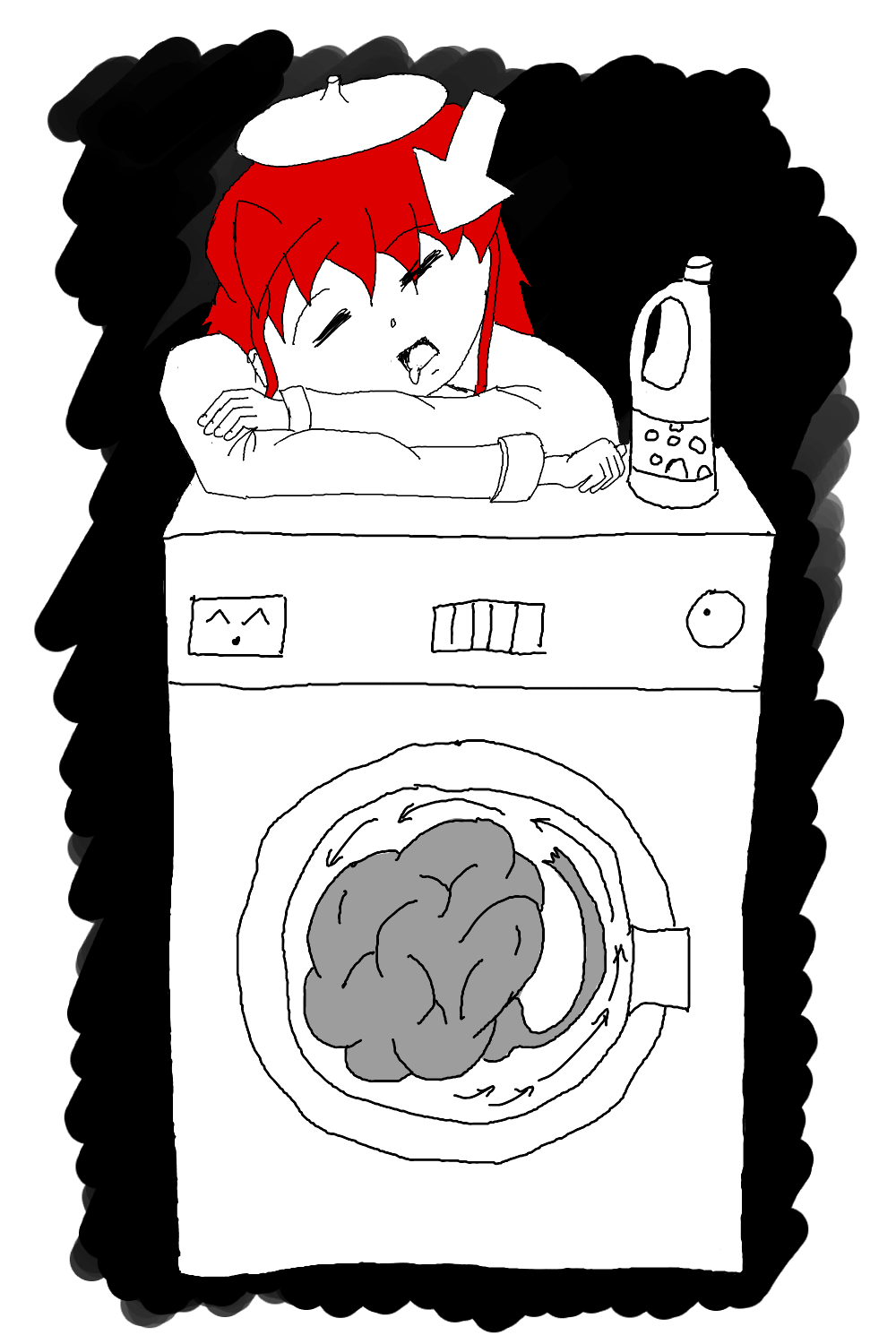
Сатирическое описание «промывания мозгов»

Термин «промывание мозгов» (или чаще «промывка мозгов») часто также употребляется в обычной разговорной речи. Обычно это означает описание давления и воздействия на убеждения и верования человека, общение с ним посредством манипулирования, убеждения, подмены фактов, обмана.